# 拉希尔·巴乌姆沃利

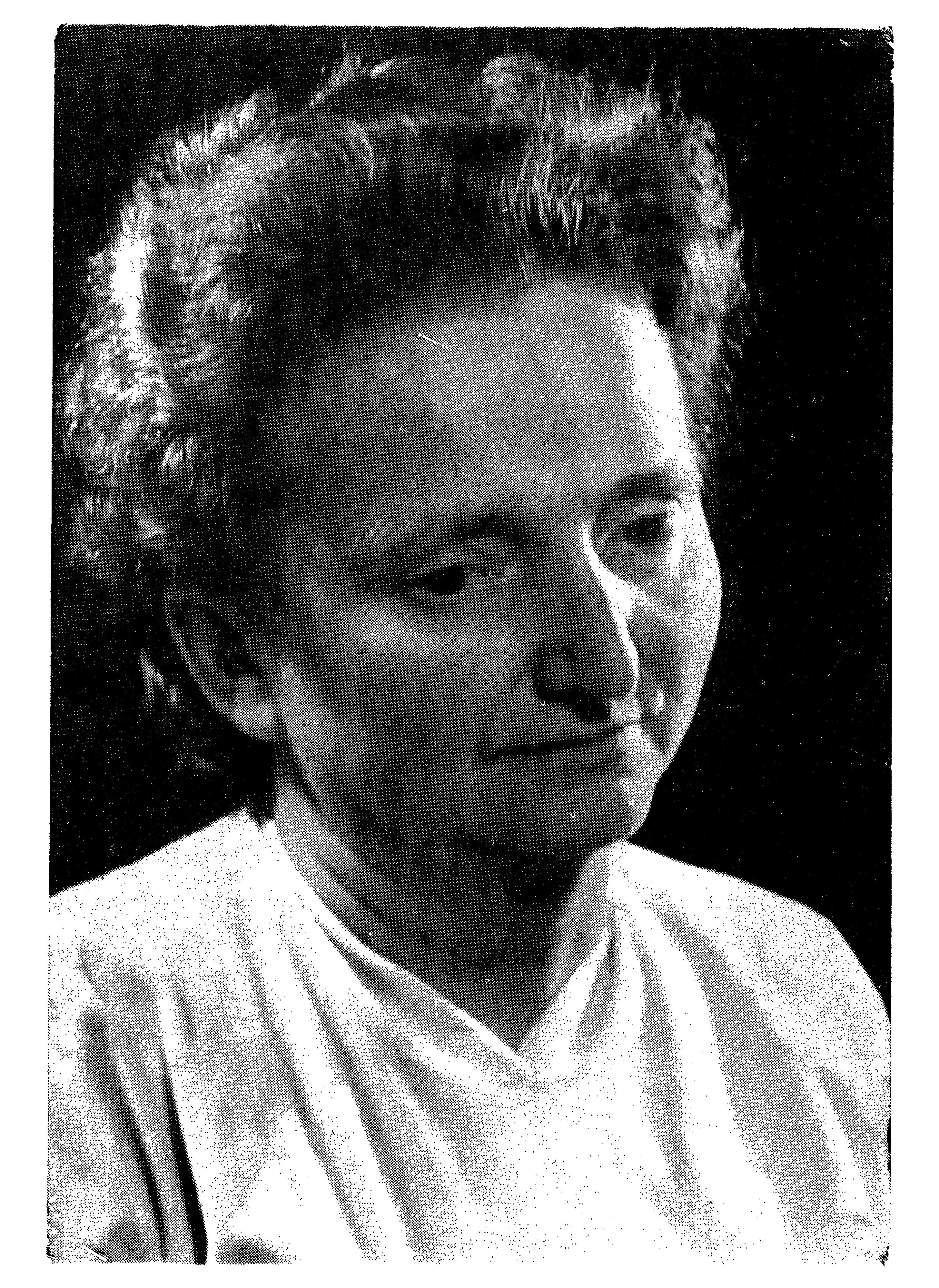
20世纪70年代早期的拉希尔·巴乌姆沃利

拉希尔·利沃夫娜·巴乌姆沃利（俄语：Рахиль Львовна Баумволь；1914年3月4日—2000年6月16日），也译作巴乌姆沃莉、巴乌姆沃、巴乌姆芙莉，苏联诗人，儿童读物作者和翻译家，使用意第绪语和俄语创作。因为她的苏联儿童读物很受欢迎，因此被翻译成多种语言。1971年后，她移民到以色列，创作了许多意第绪语诗集。
其儿童文学作品《小蜗牛》入选中国人教版2016-2023版小学一年级（上册），教材中误作“巴乌姆美莉”。